# Mine de Bolesław Śmiały
 (mars 2025).
La mine de Bolesław Śmiały est une mine souterraine de charbon située en Silésie à 330 km au sud-ouest de la capitale, Varsovie. Bolesław Śmiały représente l'une des plus grandes réserves de charbon en Pologne, avec des réserves estimées à 50 millions de tonnes de charbon. La production annuelle de charbon est d’environ 2,13 millions de tonnes.